# Симбета-де-Жос
Симбета-де-Жос (рум. Sâmbăta de Jos) — село у повіті Брашов в Румунії. Входить до складу комуни Войла.
Село розташоване на відстані 182 км на північний захід від Бухареста, 63 км на захід від Брашова, 142 км на південний схід від Клуж-Напоки.

## Населення
За даними перепису населення 2002 року у селі проживали 552 особи.
Національний склад населення села:
| Національність | Кількість осіб | Відсоток |
| -------------- | -------------- | -------- |
| румуни         | 457            | 82,8%    |
| цигани         | 90             | 16,3%    |

Рідною мовою назвали:
| Мова      | Кількість осіб | Відсоток |
| --------- | -------------- | -------- |
| румунська | 459            | 83,2%    |
| циганська | 90             | 16,3%    |